# Hartlaubente
Die Hartlaubente (Pteronetta hartlaubii) ist ein Entenvogel aus der Tribus der Schwimmenten und der einzige Vertreter der Gattung Pteronetta. Sie kommt nur im afrikanischen Regenwaldgürtel rund um den Äquator vor. Sie ist nach dem deutschen Ornithologen Karel Johan Gustav Hartlaub benannt. Es wurden in der ersten Hälfte des 20. Jahrhunderts noch zwei Unterarten unterschieden. Als Unterscheidungsmerkmal galt die Größe der weißen Gesichtsfleckung. Dieses Merkmal variiert jedoch in der gesamten Population stark, so dass es als nicht ausreichend erachtet wird, hier Unterarten zu unterscheiden.

## Erscheinungsbild
Die Hartlaubente hat eine Körperlänge von 56 bis 58 Zentimetern. Die Weibchen wiegen im Durchschnitt knapp 800 Gramm, die Männchen knapp ein Kilogramm. Die Körpergröße der Hartlaubente entspricht damit etwa der Stockente. In ihrem natürlichen Verbreitungsgebiet ist die Hartlaubente unverwechselbar. Im Flug ist vor allem der blaue Flügelspiegel auffällig.
Die Art trägt ein Ganzjahreskleid und weist keinen auffälligen Geschlechtsdimorphismus auf. Beim Männchen sind Kopf und Hals schwarz. Am Vorderkopf der Erpel befindet sich ein weißer Fleck. Bei einzelnen Männchen kann sich dieser bis zur Kopfplatte ausdehnen. Die restliche Körperbefiederung weist eine rötlichbraune Färbung auf. Am Rumpf, den längeren Schulterfedern und am Schwanz geht sie in ein dunkleres Braun über. Die hellblaue vordere Flügeldecke kontrastiert auffällig mit dem Olivbraun der Armschwingen. Die Flügelunterseite ist dunkelbraun. Der Schnabel ist bis auf den vorderen Bereich schwarz. Der vordere Schnabelbereich ist rötlich grau. Beim Männchen schwillt in der Fortpflanzungszeit außerdem die Schnabelbasis an. Die Füße und Beine sind dunkelbraun und können gelblich oder grünlich überhaucht sein. Die Schwimmhäute sind schwärzlich. Die Iris ist rotbraun. Die Weibchen gleichen den Männchen. Bei ihnen ist der weiße Farbfleck im Gesicht jedoch kleiner und fehlt bei einigen Weibchen sogar ganz. Insgesamt haben sie eine etwas geringere Körpergröße, ihr Gefieder ist etwas weniger kontrastreich. Das Rotbraun der Iris ist etwas intensiver. Der Mauserverlauf bei freilebenden Hartlaubenten ist unbekannt. Die Männchen geben ein leises Wispern von sich, während die Weibchen laut quaken und schnarren.
Jungvögel gleichen den Weibchen, bei ihnen sind allerdings die Federn an der Brust an der Körperunterseite hell gesäumt. Die Küken sind an der Körperoberseite schwärzlich und an der Körperunterseite gelb. Kinn, Hals und Gesicht haben eine ins Orange spielende Färbung. Ein Augenstreif verläuft durch das Auge. In Höhe der Ohren befindet sich jeweils ein kleiner schwarzer Fleck. Auf den Flügeln sowie auf dem Rücken und am Rumpf befinden sich gelbe Flecken. Die Füße und der Schnabel sind schwarz. Die Küken haben scharfe Krallen und können geschickt klettern.

## Verbreitung und Bestand
Das Verbreitungsgebiet der Hartlaubente ist der tropische Regenwald West- und Zentralafrikas. Es reicht von Sierra Leone im Westen Afrikas bis in den Südwesten des Sudans. In südlicher Richtung kommt sie bis in den Süden der Demokratischen Republik Kongo vor. Das Verbreitungsgebiet ist heute disjunkt und zerfällt in zwei große Verbreitungsgebiete, da sie im Osten der Elfenbeinküste sowie in Togo und Benin fehlt. Auch innerhalb der zwei großen Verbreitungsgebiete gibt es durch Abholzung Verbreitungslücken.
Der Bestand dieser waldlebenden Entenart ist schwierig zu bestimmen. Die westafrikanische Population beträgt vermutlich weniger als 1.000 Individuen und scheint stark abzunehmen. Der Bestandsrückgang ist besonders in Ghana auffällig, wo die Hartlaubente in den 1970er Jahren noch zahlreich vorkam. Die Population, die in Zentralafrika lebt, umfasst noch etwa 10.000 bis 50.000 Individuen. In Kamerun, der Republik Kongo, Gabun und der Demokratischen Republik Kongo ist sie in bewaldeten Regionen durchaus noch zahlreich. In Nigeria ist die Bestandsentwicklung mit der in Ghana vergleichbar. Im Sudan ist diese Art ebenfalls vergleichsweise selten.

## Lebensraum
Die Hartlaubente ist ein Standvogel, der bevorzugt an kleinen Flüssen und Teichen in Regen- und Galeriewald vorkommt. Im Küstengebiet und einigen Inlandregionen besiedelt die Hartlaubente auch feuchte Waldsavannen sowie Mangroven. Sie baumt häufig auf und wird überwiegend einzeln, paarweise beziehungsweise in kleinen Trupps beobachtet. Bei Ansammlungen von mehr als 30 Hartlaubenten handelt es sich vermutlich um Mausertrupps. Mit anderen Entenarten vergesellschaftet sie sich nicht.

## Fortpflanzung
Über die Fortpflanzung der Hartlaubente liegen bis jetzt nur wenige Beobachtungen aus freier Wildbahn vor. Die Brutzeit scheint nach bisherigem Kenntnisstand überwiegend in die Regenzeit zu fallen. Die Paare besetzen vermutlich ganzjährig Reviere. In Gefangenschaft gehaltene Hartlaubenten zeigen ein ausgesprochen territoriales Verhalten. Die Paarbindung ist offenbar mehrjährig.
Bei in Gefangenschaft gehaltenen Hartlaubenten wurde die Nestmulde mit grauen Daunen ausgelegt. Das Vollgelege umfasste durchschnittlich acht Eier. Die Schale der Eier ist cremefarben. Sie wiegen durchschnittlich 68 Gramm und werden vom Weibchen mit einem Legeabstand von einem Tag gelegt. Die Brutzeit beträgt 32 Tage. Frisch geschlüpfte Küken wiegen rund 41 Gramm. Das Männchen ist an der Aufzucht der Küken beteiligt und die Jungvögel sind nach 56 bis 60 Tagen flügge.

## Systematik
Die Einordnung der Hartlaubente zu den Schwimmenten ist umstritten. Analysen der DNA legen nahe, dass diese Art gemeinsam mit der nur im äthiopischen Hochland vorkommenden Blauflügelgans eine eigene Unterfamilie der Entenvögel darstellen könnte. Darauf weist auch das Muster der Flügelfärbung hin, die bei einer Einordnung allein auf Basis morphologischer Merkmale ein wichtiges Zuordnungskriterium bei Entenvögeln ist. Die für die Hartlaubente und die amerikanische Blauflügelente charakteristische Flügelfärbung ist einzigartig innerhalb der Entenvögel.

## Haltung in Europa
Bis 1949 wurde die Hartlaubente nur drei Mal nach Europa importiert. In den 1950er Jahren begann der britische Wildfowl Trust diese Art zu halten und konnte mit dieser Entenart ab 1959 eine Erhaltungszucht beginnen, aus der bis 1968 60 Jungvögel groß wurden. In Deutschland hielten der Zoologische Garten Berlin ab 1960 und der Tierpark Berlin ab 1974 diese Entenart. Die deutsche Erstzucht erfolgte 1977. Wegen ihrer Territorialität werden Hartlaubenten überwiegend in Einzelgehegen gehalten. Sie benötigen außerdem einen Schutzraum. Insgesamt werden sie nur selten in Zoos gezeigt.

## Belege